# Berrogüetto

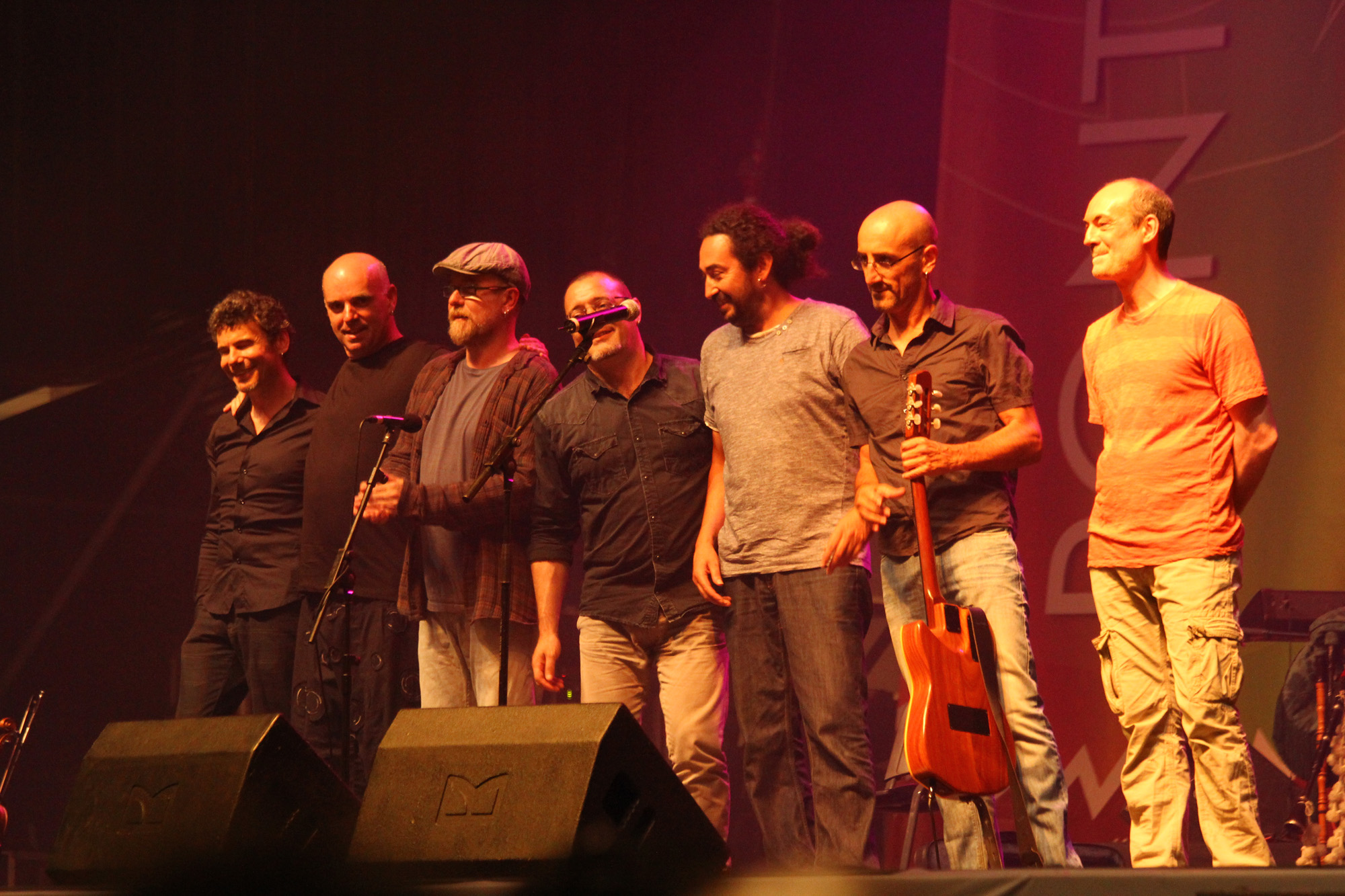
Berrogüetto

Berrogüetto war eine 1995 in Vigo (Galicien, Spanien) gegründete Band, die in ihrer Arbeit die Verbindung traditioneller galicischer Folk-Musik mit aktuellen Musikrichtungen suchte. Das Repertoire der Band umfasste traditionell überlieferte Stücke und Eigenkompositionen. So führte das Debütalbum Navicularia durch die jahrhundertealte Musiktradition Galiciens, von mittelalterlichen bis hin zu zeitgenössischen Klängen.
Die Band bestand aus Anxo Pintos (Gaita, Drehleier, Flöte), Guillermo Fernandez (Gitarre, MIDI-Gitarre), Isaac Palacín (Percussion), Kiko Comesaña (Bouzouki, Harfe), Quim Fariña (Geige), Santiago Cribeiro (Akkordeon, Piano), Guadalupe Galego (Gesang, Gaita).
Am 4. Februar 2014 gab die Band auf ihrer Website die Auflösung bekannt.

## Diskografie
- Navicularia (1996)
- Reise durch Urticaria (1999)
- Hepta (2001)
- 10.0 (2006)
- Kosmogonías (2010)
- Berrogüetto. O pulso da Terra (2011) Biografie von Berrogüetto mit CD und Live-DVD

## Auszeichnung
- Das Album Navicularia wurde im April 1997 in Deutschland in die Bestenliste der  Deutschen Schallplattenkritik aufgenommen.
- Das Album 10.0 wurde im Februar 2007 in Deutschland in die Bestenliste der  Deutschen Schallplattenkritik aufgenommen.
- Eiserner Eversteiner 1998